# Miliarésio
Miliarésio (em grego: μιλιαρήσιον; romaniz.: miliaresion; em latim: miliarensis) foi o nome usado para um número de moedas bizantinas de prata. Em seu sentido mais específico, refere-se a um tipo de moeda de prata cunhada nos séculos VIII-XI. O nome também foi incorporado às línguas europeias ocidentais, onde milhares (milliarès) é um termo usado para denotas os vários tipos de moedas de prata muçulmanas.

## História

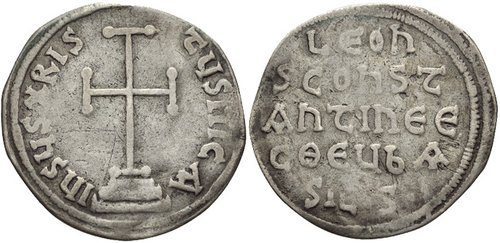
Miliarésio de r. celebrando a coroação de seu filho, r., como coimperador

De início, era o nome foi dado a uma série de moedas de prata emitidas no século IV a taxa de 72 por libras e que equivaliam a 1 000 numos. A partir daí até o século VII, os bizantinos não usaram moedas de prata. No século VII, miliarésio foi o nome dado às moedas do tipo hexagrama, e de ca. 720 em diante um novo tipo, mais fino que o hexagrama, instituído pelo imperador bizantino Leão III, o Isauro (r. 717–741). Este último tipo, para o qual o termo miliarésio é geralmente preservado entre numismatas, aparentemente era 144 por libra, com um peso inicial de ca. 2.27 gramas, embora no período macedônico aumentou para 3.03 gramas (ou seja 108 moedas por libra). No primeiro século de sua emissão, aparece sendo emitida somente como uma moeda cerimonial na ocasião da nomeação de um co-imperador, e por isso sempre apresenta os nomes dos dois imperadores bizantinos. Apenas do reinado de Teófilo (r. 829–842) foi emitida regularmente.
As moedas foram inspiradas no contemporâneo dirrã de prata islâmico, e em comum com ele (e ao contrário da cunhagem de ouro e cobre do império, ou o hexagrama anterior) inicialmente não apresentava  representações humanas, ostentando em vez disso nomes e títulos do imperador bizantino ou imperadores no reverso e uma cruz sobre um degrau no anverso. No século X, o imperador Alexandre (r. 912–913) introduziu um busto de Cristo no anverso, e Romano I Lecapeno (r. 920–944) adicionou um busto imperial no centro da cruz. Este processo culminou no século XI, quando imagens de imperadores, Cristo e a Virgem Maria começaram a aparecer. No século XI, as frações 2/3 e 1/3 de miliarésio também começaram a ser emitidas, mas o colapso militar e financeiro dos anos 1070–1080 afetou sua qualidade. Foi descontinuado após 1092, exceto como uma unidade de conta igual a 1/12 do nomisma. Sob os imperadores Comnenos, foi inicialmente substituído por uma moeda traqueia de bilhão de baixo-grau, no valor de um quarto de miliarésio mas depois muito desvalorizado. O miliarésio foi essencialmente revivido na forma do basílico emitido de ca. 1300 em diante.

## Galeria

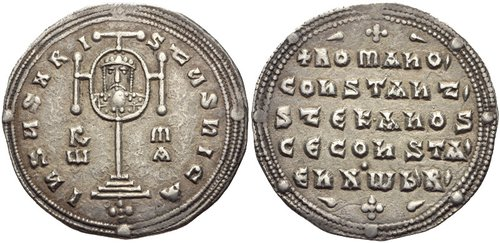
Miliarésio cunhado por Romano I Lecapeno (r. 920–944), mostando seu busto em uma cruz (anverso) e listando os nomes de si mesmo e seus co-imperadores, Constantino VII, Estêvão e Constantino (reverso).
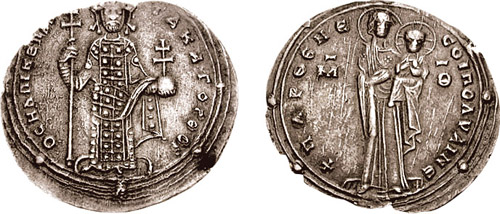
Miliarésio cunhado por Romano III Argiro (r. 1028–1034), com a Virgem com o infante Cristo no anverso e o imperador de pé no reverso.